# 終極動員令 紅色警戒2：尤里的復仇
《尤里的復仇》是《終極動員令：紅色警戒2》的正統資料片，講及蘇聯在紅色警戒2中戰敗後，尤里意欲使用自己發明的心靈控制科技統治全世界以及蘇聯和盟軍亦敵亦友的關係。

## 劇情
故事接续《红色警戒2》本传的盟军胜利结局：苏联战败，罗曼诺夫总理被俘，战犯尤里不知所踪。事实上尤里計畫通過使用他的心靈控制技术，控制整個世界。
劇情從一次白宮的簡報會開始，尤里打斷了簡報會并且告訴美國總統麥可·杜根，他在全球建立了一個由心靈控制器組成的網絡，並計劃心靈控制整個行星。其中一個心靈控制器是在舊金山的惡魔島，並且尤里在簡報會的結尾啟動了它。
杜根總統立刻下令對心靈控制器展開空襲。但是所有AV-8B攻擊機被擊落，雖然其中一架撞入恶魔島的核反應堆，造成設備缺電而不能啟動。儘管如此，躲在月球指揮中心的尤里啟動了他的其它幾個心靈控制器（過場動畫中僅兩個：分為埃及大金字塔附近和南極），地球上的大多人口迅速被尤里心靈控制了。

### 盟軍戰役劇情
盟軍的故事，從指揮官（玩家）被送到舊金山而開始，保護愛因斯坦的時間機器，盟軍計劃使用時間機器回到戰爭初期以摧毀尤里的心靈控制器。但是時間機器沒有足够的電力啟動，因此指揮官必須在城內佔領發電廠。指揮官最後佔領了足够的發電廠，及時回到過去，但是指揮官到達的是在苏军攻势下的舊金山。儘管如此，盟軍成功地在惡魔島破壞了心靈控制器。因為這次时间旅行，蘇軍和尤里的計劃被打亂。被炸死的卡維利將軍安全無恙的存在。
指揮官被派往被尤里控制的洛杉磯好莱坞。盟軍情報顯示尤里建造了幾座部隊回收廠分解这里被心灵控制的平民，轉化為原料變成尤里的戰爭資金。其後，城市裏的部隊回收廠和其餘的尤里軍隊被盟军与三名好莱坞影星击破，好莱坞被解放了。
損失慘重的尤里被迫在西雅圖尋找新的收入來源，他以核武器將西雅圖夷為平地作要脅，強迫巨軟公司及其CEO賓爾（影射比爾·蓋茨和微軟公司）提供資金和研發基因软件。在接受賓爾的請求以後，卡維利將軍命令指揮官解放西雅圖。盟军迅速毀壞了該處的核彈發射井，解放了西雅图。巨軟公司的CEO其後捐贈了一筆資金，對盟軍的努力作為感謝。
解放了西雅圖後，尤里俘獲了愛因斯坦教授，迫令他在埃及大金字塔附近的尤里基地對心靈控制器進行改進。指揮官迅速前往埃及解救了愛因斯坦，并毀壞尤里的心靈控制器和基地。（如果只解救愛因斯坦沒有摧毀心靈控制器，愛因斯坦通報他入侵了心靈控制器，只能使用一次之後過一段時間會自動炸毀）
尤里其後計劃綁架世界主要國家的領導人和用對尤里忠誠的複製人替換他們。卡維利將軍命令指揮官去澳大利亚悉尼， 毀壞了尤里的克隆設施和軍隊。
如同原来的时间线一样，蘇聯被盟軍擊敗了，並且尤里的軍隊開始後退。在希望盡快結束戰爭的情況下，盟軍和蘇聯開始合作對抗尤里。 雙方在一個機密地點開始和平谈判，條約必須由雙方批准和簽字。但是當通知指揮官時，伊娃・李被尤里心靈控制并且告訴尤里和平會議的地點是英國倫敦國會大廈。 卡維利將軍要指揮官不惜一切代價保衛國會大廈。條約最終簽了字，并且增援的蘇軍加入戰鬥，尤里在倫敦的基地被夷平。
原本伊娃少尉將情報洩漏之後向指揮官道歉並打算辭職，但卡維利將軍立即阻止並答應原諒請她留下來。同時，盟軍情報確定尤里在南極擁有最後一個心靈控制器和一個巨型的基地，他計劃使用這基地展開他最後的攻擊。盟軍空降了一隊工程師到火地島的修理一個廢棄的蘇聯前哨基地。基地在建立蘇聯雷達後，盟軍總部其後使用超時空傳送儀，傳送一小隊盟軍部隊到南極。在南極火速建立了一個盟軍基地，并且完全殲滅尤里的巨型基地和心靈控制器。
最後，盟軍俘虜了尤里，將他關進愛因斯坦設計的心靈隔離室（Psychic Isolation Chamber）。突然時空出現時間線融合，回到劇情從一次白宮的簡報會開始，原本要發布尤里的恐怖計畫變成了卡維利將軍安然無恙的驚喜畫面，而譚雅在慶功宴前打扮了一番，得意地問指揮官的感覺。隨後伊娃少尉出現，譚雅自覺打扮得不如伊娃漂亮，於是打算找愛因斯坦博士借用時間機器「再來一次」。

### 蘇聯戰役劇情
蘇聯領導層發現盟軍計劃回到過去，他们意識到，如果他們能在舊金山奪取盟軍的時間機器，蘇聯可能重新取得优势。蘇军進入舊金山并設法奪取時間機器。但是時間機器沒有足够的電力，因此將軍（代表蘇聯指揮官，玩家）必須奪取四個發電廠（另外，尤里部隊也在爭奪發電廠並啟動心靈控制器）。蘇聯控制了足够的發電廠之後，因为误操作而回到恐龍時期。 將軍必須從霸王龙的攻擊中保衛時間機器。安全的回到正确的過去之後，順利的找到占據舊金山的蘇軍基地並成功摧毀了心靈控制器。
蘇軍從未來把特殊文件帶回到莫斯科通知蘇聯領導，蘇聯怎樣輸掉戰爭和尤里帶來的威脅。 洛馬諾夫總理命令將軍去德國黑森林毀壞愛因斯坦的實驗室和超時空傳送儀的原型机（与前作盟军第10关剧情类似）。將軍及時地毀壞這個潛在的威脅，导致盟军在原先时间线中突袭莫斯科逼降苏联的计划告吹，双方被迫议和。

蘇聯戰役第二關截圖，圖中為愛因斯坦實驗室，實驗室左側為超時空傳送儀

尤里在英國倫敦建造了一個心靈信標，能心靈控制整個城市，并且那裡的盟軍部隊被尤里控制了。將軍前往倫敦解救盟軍部隊。但是尤里在倫敦还建立了一個基地和心靈控制器，不过苏联和盟军很快联手毀壞尤里的基地和軍隊。
在這次勝利以後，出访的洛馬諾夫總理的飛機被擊落在摩洛哥卡薩布蘭卡。 在尤里趕到之前，將軍被派遣到卡薩布蘭卡建立基地和搶救洛馬諾夫。洛馬諾夫在卡薩布蘭卡唯一的機場登機回莫斯科。
根据情报，將軍被派到了南太平洋上一個未知的海島，尤里在此設了一個大型基地和建立了一大隊雷鳴潛艦。在登上海島以後，將軍毀壞尤里的大型基地和所有他的殘存部隊。
在戰鬥結束之後，在海島上发现有火箭發射設施和一枚目的地是月球的火箭。蘇聯使用這種火箭，帶領將軍到月球，並毀壞尤里月球上的基地和指揮中心。
尤里最终逃到在特兰西瓦尼亚——他的羅馬尼亞祖籍地的一座城堡避難。洛馬諾夫命令將軍對尤里的藏身處展開攻擊，將軍發現尤里在該地建立了二個心靈信標，他使用被心靈控制的盟軍和蘇聯軍隊攻擊將軍。將軍建立了基地并且發動對尤里軍隊的一次大型攻擊。將軍順利地破壞城堡。（如果難度中等以上，被控制的盟軍和蘇聯軍隊會建造天氣控制器和核彈發射井，尤里軍隊也建造了基因突變器和心靈控制器）
然而，尤里本人奪取了時間機器和並打算回到過去，東山再起。佐菲雅事先改變了時間機器的目的地並釋放機器所有的能源存量。尤里被困於恐龍時期，而且影片中暗示他被暴龍吃掉了。蘇聯控制了全世界，代表資本主義的股市也被取消，並開始全力發展太空技術，藉此擴展共產主義到外太空……

## 陣營

### 盟軍
盟軍陣營共有美國、英國、法國、德國、韓國，盟軍的最大特色是能使用間諜衛星快速掌控戰場的流向並且擁有海、陸、空等全方位打擊單位，到「尤里的復仇」時，盟軍擁有水陸兩棲的海豹部隊、重裝大兵、和不受尤里心靈控制的遙控坦克，在突擊方面更是得心應手。而盟軍的缺點是空軍與坦克裝甲都很薄弱，另外海軍各單位如果沒有充分配合，也容易被各個擊破，此外盟軍嚴重的缺點在於電力供應的問題，在紅色警戒中電力十分重要，但盟軍缺乏蘇聯的核能反應爐與尤里的生化反應爐，無法建一兩座發電廠就解決電力供應問題，因此常常要擴大陣地使得戰線過長露出防守的漏洞。

### 苏联
苏联阵营共有苏俄、古巴、伊拉克、利比亚四个国家。苏联在红色警戒中充分地展现出了大陆政权的气魄，其坦克威力可说是三军中最强，但是机动性却差一些，代表是“天启坦克”，而空中霸王“基洛夫空艇”更是携带重磅炸弹的危险武器。在本作中，心灵控制部队退出了苏联阵营。在建筑方面，只要兴建一座“核子反应炉”就足以解决电力的问题。但是跟盟军相比较苏联的最大缺点就是机动性不足，难以掌控战场，在机动性方面陆军与空军的强力单位均行走过慢，常常在到达目的地之前就遭到对方的击破。在本作中苏联虽然拥有探索地图新单位“侦察机”但是也容易被防空武器击落，不過蘇聯增加了重砲直升機，可以和盟軍的火箭兵一樣以機槍掃射敵方的空中單位，也可以部屬在地上成為威力強大的榴彈砲台。
最后海军部分与盟军相似需要彼此配合才能发挥威力。

### 尤里
尤里陣營是獨一無二的，擁有大量匪夷所思的新兵種與新科技，以打倒盟軍與蘇聯為目標，朝向統一全世界為目的，尤里軍的超級武器是「心靈控制」與「基因突變」，「基因突變」不分敵我讓『所有範圍的步兵單位』變成狂獸人，雖「心靈控制」只能控制小範圍內的部隊，但除了把敵人永久化為自己人，還可以將大範圍敵方的建築物摧毀，还有非常强大的尤里X（Yuri Prime）也就是尤里总理，即尤里本人，可以控制敌方建筑。
但尤里陣營在單位的部分欠缺，難以給的敵人致命一擊，多半是擾亂戰場，將敵人化為自己的一部分。另外尤里的武器常常有一物多用的功能，例如「蓋特機砲」可以對地面與空中與海面射擊、「雷鳴潜艇」擁有攻擊水中單位的雙魚雷同時又可以發射對地彈道飛彈。在發展自己的基地比其他兩軍還要快速，另外建築方面只要興建「心靈控制塔」足以抵擋敵人的進攻讓敵人互相殘殺。遺憾的是，尤里在海軍没有防空兵力。

## 正统續作
- 《命令与征服：紅色警戒3》（2008年）
  - 《命令与征服 紅色警戒3：起義時刻》（2009年）

## 备注
1. ↑  遊戲中碰到的三位英雄分別是Westwood之星、藍波以及魔鬼終結者，分別影射為來自骯髒哈利系列中由克林·伊斯威特飾演的哈利·卡拉漢、席維斯·史特龍的第一滴血系列中的約翰·藍波以及阿諾·史瓦辛格的魔鬼終結者系列當中的T-800